# Punkt okresowy
Punkt okresowy – uogólnienie punktu stałego funkcji; punkt okresowy to punkt stały pewnej iteracji danej funkcji.

## Definicja formalna
Niech {\displaystyle X} będzie zbiorem oraz {\displaystyle f\colon X\to X.} Punkt {\displaystyle x\in X} nazywamy punktem okresowym odwzorowania {\displaystyle f,} jeśli istnieje liczba {\displaystyle n\in \mathbb {N} } (którą nazywamy okresem) taka, że {\displaystyle f^{n}(x)=x,} tj. {\displaystyle n}-te złożenie odwzorowania {\displaystyle f} ze sobą ma punkt stały. Zbiór punktów okresowych {\displaystyle f} oznaczamy {\displaystyle \operatorname {Per} (f).}
Jeśli {\displaystyle n\in \mathbb {N} } jest okresem funkcji {\displaystyle f} to jest nim także punkt {\displaystyle 2n.} Analogicznie okresem tej funkcji będzie wielokrotność liczby {\displaystyle n.} Najmniejszy okres nazywa się okresem zasadniczym lub podstawowym. Punkty okresowe o okresie 1 są to punkty stałe.